# Équipe d'Afrique du Sud féminine de volley-ball
 (juillet 2025).
L'équipe d'Afrique du Sud de volley-ball féminin est composée des meilleures joueuses sud-africaines sélectionnées par la Fédération Sud-africaine de volley-ball (Volleyball South Africa, VSA). Elle est actuellement classée au 61e rang de la FIVB au 15 janvier 2010.

## Sélection actuelle
Sélection pour les qualifications aux championnats du monde 2010.
- Entraîneur :  B. Mabeka
- Entraîneur-adjoint :  H. Coopsamy

## Palmarès et parcours

### Parcours

#### Championnat d'Afrique de volley-ball féminin
| - 1976 : ? - 1985 : ? - 1987 : ? - 1989 : ? - 1991 : Non qualifié - 1993 : 8e - 1995 : Non qualifié - 1997 : 4e - 1999 : Non qualifié - 2001 : 4e - 2003 : Non qualifié | - 2005 : Non qualifié - 2007 : 8e - 2009 : Non qualifié |